# Kulattūr
Kulattūr är en ort i Indien.   Den ligger i distriktet Thoothukkudi och delstaten Tamil Nadu, i den södra delen av landet, 2 200 km söder om huvudstaden New Delhi. Kulattūr ligger 15 meter över havet och antalet invånare är 10 632.
Terrängen runt Kulattūr är mycket platt. En vik av havet är nära Kulattūr åt sydost.  Närmaste större samhälle är Vilattikulam, 14,7 km norr om Kulattūr.